# Cyclohexaandimethanol
Cyclohexaandimethanol (CHDM) of dimethanolcyclohexaan is een organische verbinding (een glycol of diol) die bestaat uit cyclohexaan waarop twee -CH2-OH-groepen zijn aangebracht. Het is een witte wasachtige vaste stof met een laag smeltpunt.

## Isomeren
De twee –CH2-OH-groepen kunnen aan hetzelfde koolstofatoom of aan twee verschillende koolstofatomen gebonden zijn, zodat er verschillende isomeren van CHDM bestaan (1,1-, 1,2-, 1,3- of 1,4-CHDM).
De 1,4-isomeer wordt het meest gebruikt. Daarvan bestaan er nog twee stereo-isomeren, de cis- en trans-vorm. Commercieel geproduceerd CHDM is een mengsel van de twee.

## Synthese
De hydrogenering van dimethyl-1,4-cyclohexaandicarboxylaat (DMCD) leidt tot een mengsel van de cis- en trans- isomeren van 1,4-CHDM (reactie [2]). De verhouding van de twee hangt af van de gebruikte katalysator. Bij de industriële productie gebruikt men meestal katalysatoren op basis van koperchromiet, waarbij een verhouding trans/cis van ongeveer 3 bereikt wordt. DMCD wordt zelf verkregen door de hydrogenering van de benzeenring van dimethyltereftalaat (reactie [1]):
1. {\displaystyle {\ce {C6H4(CO2CH3)2 + 3H2 -> C6H10(CO2CH3)2}}}
2. {\displaystyle {\ce {C6H10(CO2CH3)2 + 6H2 -> C6H10(CH2OH)2 + 2CH3OH}}}

## Toepassingen
Net als andere diolen wordt cyclohexaandimethanol gebruikt voor de productie van polyurethanen en polyesters, dit laatste via een polycondensatie met een dicarbonzuur, bijvoorbeeld tereftaalzuur, barnsteenzuur of oxaalzuur. Voor de productie van polyesters wordt de trans-isomeer verkozen boven de cis-isomeer. Het smeltpunt van de trans-isomeer is ongeveer 67 °C, dat van de cis-isomeer ongeveer 43 °C. Polyesters met een hoger gehalte aan de trans-isomeer van CHDM hebben ook een hoger smeltpunt.